# 烏薩爾普山脈

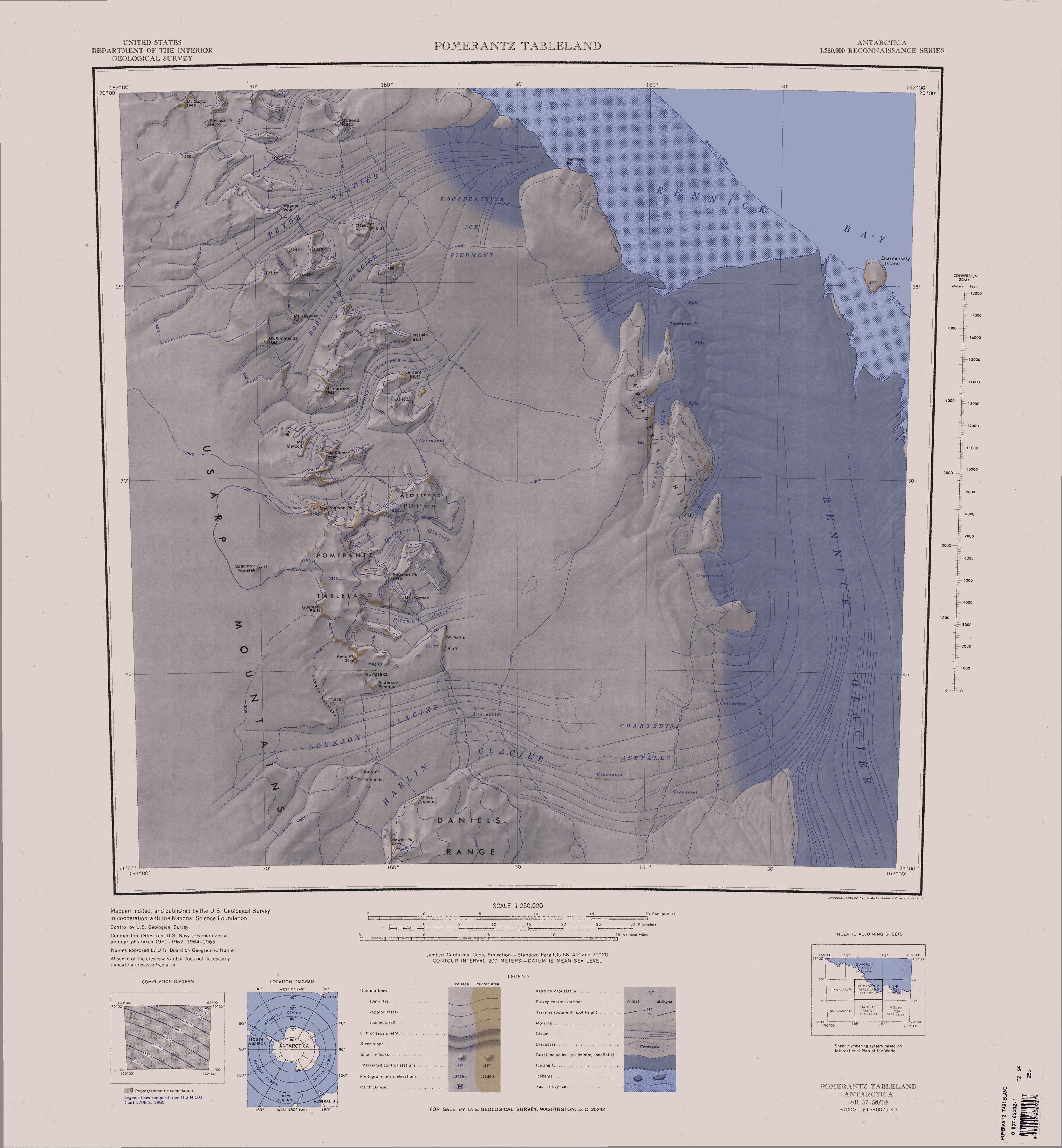

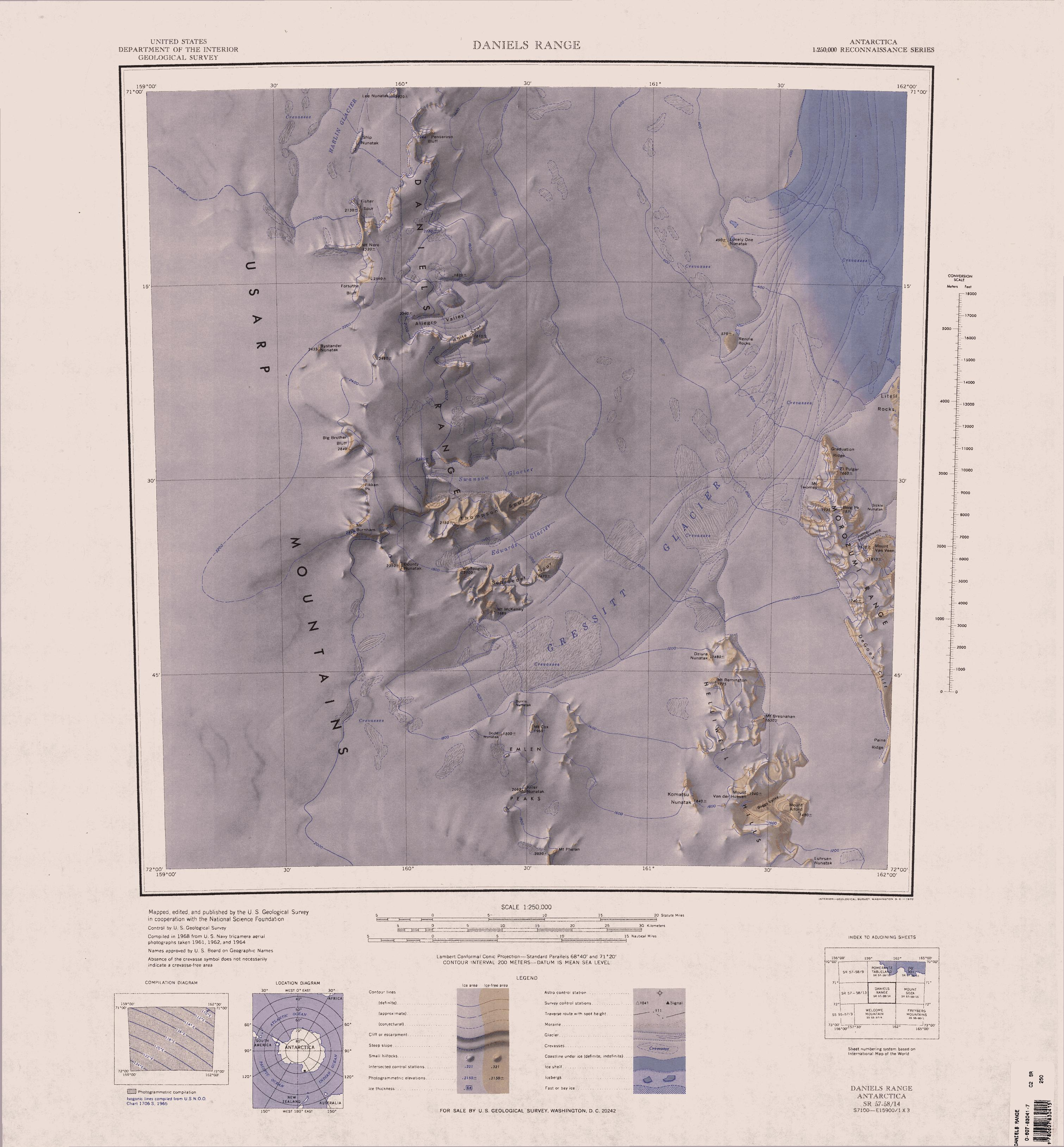

烏薩爾普山脈（英語：Usarp Mountains）是南極洲的山脈，位於維多利亞地，全長約190公里，處於雷尼克冰川以西，北面是普賴爾冰川，現時由南極條約體系管理。